# Episodi di Aria
Lista degli episodi di ARIA, anime di tre stagioni tratto dall'omonimo manga di Kozue Amano, trasmesso in Giappone su TV Tokyo dal 2005 al 2008. In Italia è stato trasmesso dal maggio 2009 su RaiSat Smash Girls, su Rai 4 e su Man-ga; la versione italiana è stata poi pubblicata anche per lo streaming sul canale di YouTube Yamato Animation dal 31 gennaio 2014.
Nel 2015, in occasione del decimo anniversario della messa in onda della serie, è stato realizzato l'OAV ARIA - The Avvenire, i cui tre episodi sono stati raccolti uno per ciascun cofanetto Blu-ray delle precedenti stagioni dell'anime.
Le sigle di apertura sono Undine (ウンディーネ?) per la prima stagione, Euforia (ユーフォリア?) per la seconda e Spirale (スピラーレ?) per la terza, interpretate da Yui Makino. Quelle di chiusura sono Rainbow di Nino per la prima, Natsumachi (夏待ち?) di ROUND TABLE e Nino e Smile Again di Erino Hazuki per la seconda, e Kin no nami, sen no nami (金の波 千の波?) di Akino Arai.

## Lista episodi

### Stagione 1:Aria - The Animation
| Nº | Titolo italiano Giapponese 「Kanji」 - Rōmaji | In onda          | In onda |
| Nº | Titolo italiano Giapponese 「Kanji」 - Rōmaji | Giapponese       |         |
| 1  | Quel miracolo straordinario… 「その 素敵な奇跡を⋯」 - Sono sutekina kiseki o… | 5 ottobre 2005   |         |
| 1  | ARIA V1N1; AQUA V1N2 Ai, una bambina terrestre in gita su Aqua con i genitori, sale sulla gondola di Akari perché quella di Alicia è già impegnata con dei clienti. Inizialmente alla piccola Neo Venezia non piace, ma poi si ricrede. |                  |         |
| 2  | In quel giorno speciale… 「その 特別な日に⋯」 - Sono tokubetsuna hi ni… | 12 ottobre 2005  |         |
| 2  | AQUA V1N3; ARIA V3N14 Neo Venezia è bloccata a causa dell'acqua alta: mentre si trova fuori per alcune commissioni, Akari viene sorpresa dal temporale e si fa ospitare da Aika alla Himeya, dove conosce Akira, la seconda fata dell'acqua e istruttrice di Aika. Quest'ultima, stanca del modo sgarbato in cui Akira la tratta, scappa all'Aria Company e racconta ad Akari che è per merito di Alicia se ha deciso di diventare una Undine. |                  |         |
| 3  | Quella ragazza così trasparente… 「その 透明な少女と⋯」 - Sono tōmeina shōjo to… | 19 ottobre 2005  |         |
| 3  | ARIA V3N11, V1N3; AQUA V1N10 Durante un allenamento, Akari e Aika fanno la conoscenza di Alice, una Pair dell'Orange Planet. Qualche giorno dopo, Alice vede Akari insieme ad Akatsuki e, pensando che lui la stia importunando, si avvicina per cacciarlo. Chiarito l'equivoco, Akari, seguita da Alice, fa fare un giro turistico gratuito ad Akatsuki mentre lui aspetta che il fratello si presenti all'appuntamento. Le due ragazze seguono poi l'uomo sull'isola galleggiante. |                  |         |
| 4  | Quella lettera che non arriva… 「その 届かない手紙は⋯」 - Sono todokanai tegami wa… | 26 ottobre 2005  |         |
| 4  | ARIA V4N18 Una bambina misteriosa chiede ad Akari di consegnare una lettera contenente un dischetto. Con l'aiuto del postino la ragazza rintraccia il destinatario in un vecchio centro di estrazione e si fa portare laggiù da Woody perché con la gondola ci metterebbe troppo. Qui i due scoprono che il centro è stato sommerso dall'acqua e tutti gli operai, compreso il destinatario della lettera, sono morti da ormai molto tempo. Grazie a un vecchio lettore di dischetti portato da Alicia, Akari e Woody fanno ascoltare alla pietra tombale il messaggio contenuto nella lettera. |                  |         |
| 5  | Quell'isola che non dovrebbe esserci… 「その あるはずのない島へ⋯」 - Sono aru hazu no nai shima e… | 2 novembre 2005  |         |
| 5  | ARIA V4N16 Akari, Aika e Alice vengono invitate sull'isola Neverland. Non sanno chi sia stato ad invitarle, ma all'arrivo scoprono che quella che doveva essere una vacanza si trasforma in un duro allenamento organizzato da Alicia e Akira. |                  |         |
| 6  | Quell'amico da proteggere… 「その 守りたいものに⋯」 - Sono mamoritaimono ni… | 9 novembre 2005  |         |
| 6  | ARIA V5N22, V6N29 Alice porta Akari alla sede di Orange Planet, dove la ragazza conosce la terza fata dell'acqua, Athena, un'Undine con eccellenti doti canore, ma molto sbadata. Alice rivela all'amica di aver trovato un gattino e di averlo chiamato Maa per il verso che fa quando lo si prende in braccio; non potendo tenere animali, però, l'ha nascosto nell'armadio. Quando il micio viene scoperto, avendo gli occhi azzurri diventa il direttore della Orange Planet siccome il precedente è morto da poco.                                                                         |                  |         |
| 7  | Quel lavoro affascinante… 「その 素敵なお仕事を⋯」 - Sono sutekina oshigoto o… | 16 novembre 2005 |         |
| 7  | ARIA V5N24 Dopo aver fatto un giro sulla gondola di Akira, un paio di clienti le chiedono di poter assistere all'allenamento pomeridiano di Akari, Aika e Alice. Tra le prove da superare, le giovani Undine devono riportare i clienti sul canale principale mentre l'alta marea preclude l'accesso a molti dei ponti di Neo Venezia. |                  |         |
| 8  | Parte I: Quel direttore malinconico… 「その 憂鬱な社長ったら⋯」 - Sono yūutsuna shachō ttara…Parte II: Quel fantastico supereroe… 「その イケてるヒーローってば⋯」 - Sono iketeru hīrō tteba… | 23 novembre 2005 |         |
| 8  | AQUA V2N7, V2N9 Nel primo episodio, il direttore Aria, sentendosi inutile perché combina solo pasticci durante le pulizie della sede, scappa, ma poi torna a casa perché sente la mancanza di Akari e Alicia. Nel secondo, il direttore si traveste con il costume del suo supereroe preferito e cerca di riconsegnare una bambola a una bambina che l'ha persa. |                  |         |
| 9  | Quella fata che sembra una stella… 「その 星のような妖精は⋯」 - Sono hoshi no yōna yōsei wa… | 30 novembre 2005 |         |
| 9  | ARIA V4N19 Akari, Aika e Alice si recano dalla Grandmother per chiederle qual è il segreto per diventare le migliori Undine. |                  |         |
| 10 | Quella vacanza al caldo… 「その ほかほかな休日は⋯」 - Sono hokahokana kyūjitsu wa… | 7 dicembre 2005  |         |
| 10 | ARIA V2N6-N7 È quasi inverno su Aqua e, mentre raccoglie legna per il camino con Alicia, Akari incontra un insetto della neve, che si affeziona a lei e la segue alle terme, dove la ragazza passa dei bei momenti con Alicia, Aika e Alice. Quella sera l'insetto della neve migra con i suoi simili verso i frassini per svernare e comincia a cadere la prima neve. |                  |         |
| 11 | Quei giorni spensierati… 「その オレンジの日々を⋯」 - Sono orenji no hibi o… | 14 dicembre 2005 |         |
| 11 | ARIA V6N26 Alicia, Akira e Athena raccontano ad Akari, Aika e Alice di quando, ancora delle Single, si allenavano insieme. |                  |         |
| 12 | Quei teneri desideri… 「その やわらかな願いは⋯」 - Sono yawaraka na negai wa… | 21 dicembre 2005 |         |
| 12 | Dopo aver attraversato un ponte, Akari si ritrova nel passato, all'inizio della colonizzazione di Aqua. Qui conosce Akiko, un'insegnante, e assiste all'arrivo dell'acqua sul pianeta. |                  |         |
| 13 | Quella candida mattina… 「その まっしろな朝を⋯」 - Sono masshiro na asa o… | 28 dicembre 2005 |         |
| 13 | ARIA V2N9 Ai torna su Aqua per festeggiare l'ultimo dell'anno in piazza San Marco con Akari e tutti i suoi amici. |                  |         |

### Stagione 2:Aria - The Natural
| Nº  | Titolo italiano Giapponese 「Kanji」 - Rōmaji | In onda           | In onda |
| Nº  | Titolo italiano Giapponese 「Kanji」 - Rōmaji | Giapponese        |         |
| 1   | Quell'incontro al Carnevale… 「その カーニバルの出逢いは⋯」 - Sono Kānibaru no deai wa… | 2 aprile 2006     |         |
| 1   | ARIA V2N10 Ai è ancora a Neo Venezia, ma presto tornerà su Man Home. È iniziato il Carnevale e la città pullula di maschere, fra le quali una, quella di Casanova, è particolarmente misteriosa: si dice, infatti, che, negli ultimi cento anni, sia stata sempre la stessa persona ad indossarla. Incuriosite, Akari, Ai, Aika e Alice decidono di pedinarlo per scoprire la verità. |                   |         |
| 2   | Quella caccia al tesoro… 「その 宝物をさがして⋯」 - Sono takaramono o sagashite... | 9 aprile 2006     |         |
| 2   | ARIA V3N13, V5N25 Akari, Aika e Alice si stanno allenando insieme, quando Aika nota una piccola porticina di fianco a una statua della Vergine Maria che dà su un canale. Dietro alla porticina c'è uno scrigno contenente una "mappa del tesoro". Le tre decidono allora di seguire le indicazioni per scoprire in cosa consista il fantomatico tesoro. |                   |         |
| 3   | In quella notte di stelle cadenti… 「その 流星群の夜に⋯」 - Sono ryūseigun no yoru ni… | 16 aprile 2006    |         |
| 3   | ARIA V2N8, V5N23 Akari e le altre vengono a sapere che, quella sera, ci sarà una pioggia di stelle cadenti, ma nessuna delle tre sa esattamente come mai si formino. Per caso s'imbattono in Al, che è andato a fare spese, e lui le invita a pranzo, offrendosi di spiegare loro come funzioni la forza di gravità di Aqua. |                   |         |
| 4   | Quel cuore dalle tinte di Neo Venezia… 「その ネオ・ヴェネツィア色の心は⋯」 - Sono Neo Venetsia-iro no kokoro wa… | 23 aprile 2006    |         |
| 4   | ARIA V5N21 Il postino chiede aiuto ad Alicia perché la sua gondola è a riparare e, senza di essa, non può consegnare la posta, ma Alicia ha già tutta la giornata occupata. Akari, allora, decide di aiutarlo in vece di "apprendista postino". Alla fine della giornata incontrano un bambino, Sora, che deve spedire una lettera urgente alla sua maestra, che si sposa quel giorno: poiché l'ufficio postale è già chiuso, Akari e il postino decidono di consegnare loro stessi la missiva. |                   |         |
| 5   | Parte I: La meraviglia di quel giorno di pioggia… 「その 雨の日の素敵は⋯」 - Sono haru no hi ni mitsuketa mono wa…Parte II: Quella primavera nascosta… 「その 春にみつけたものは⋯」 - Sono ame no hi no suteki wa… | 30 aprile 2006    |         |
| 5   | ARIA V1N4, V3N12 A Neo Venezia è ormai primavera e Alicia decide di accompagnare Akari a fare un giro per le isole vicine. Nella prima parte dell'episodio, sbarcano su un'isola ispirata al santuario Fushimi Inari di Kyōto, nella quale Akari ha un incontro ravvicinato con i misteriosi kitsune. Nella seconda parte, Akari e Alicia, seguendo il tracciato di una vecchia ferrovia, scoprono un luogo meraviglioso. |                   |         |
| 6   | Quel sorriso che si riflette nello specchio… 「その 鏡にうつる笑顔は⋯」 - Sono kagami ni utsuru egao wa… | 7 maggio 2006     |         |
| 6   | ARIA V7N33 Alice invita Akari e Aika a trascorrere la notte da lei all'Orange Planet. Nel corso della serata, Alice riceve l'invito alla festa organizzata per le Pair, ma lo rifiuta. Athena, allora, le parla, e la ragazza decide di accettare. |                   |         |
| 7   | In quel regno dei gatti… 「その 猫たちの王国へ⋯」 - Sono nekotachi no ōkoku e… | 14 maggio 2006    |         |
| 7   | AQUA V1N4 Durante l'allenamento, Akari, Aika e Alice notano il direttore Aria che s'infila in un canale nascosto a bordo di una piccola gondola. Il giorno dopo, Akari e Aika decidono di seguirlo. |                   |         |
| 8   | In quella notte del Boccolo… 「その ボッコロの日に⋯」 - Sono Bokkoro no hi ni… | 21 maggio 2006    |         |
| 8   | ARIA V3N15 A Neo Venezia è la festa del Boccolo, in cui tutti gli uomini regalano una rosa alle donne per dichiarare i loro sentimenti, e Akatsuki non vuole essere da meno per fare colpo su Alicia. |                   |         |
| 9   | Le stelle di quel viso… 「その 素顔の星たちは⋯」 - Sono sugao no hoshitachi wa… | 28 maggio 2006    |         |
| 9   | ARIA V7N32 Una cliente dell'Aria Company, mentre è in gondola con Akari e Alicia, nota un bellissimo giardino. Akari ne rimane molto stupita perché lei non ci aveva mai fatto caso, pur passando per quel canale ogni giorno, e decide di trovare altri posti meravigliosi di Neo Venezia. Aika e Alice le mostrano quelli che conoscono, ma Akari vorrebbe scoprirne uno lei, quindi si propone di cominciare la ricerca quella sera, ma apprende da Alicia che non è possibile poiché nel giro di poche ore toglieranno la corrente alla città. Akari è molto spaventata perché ha paura del buio, ma Alicia la aiuta a tranquillizzarsi illuminando la sede dell'Aria Company con tante candele colorate e raccontandole di quando era una Single. |                   |         |
| 10  | Quella calda città e la sua gente… 「その あたたかな街と人々と⋯」 - Sono atatakana machi to hitobito to… | 4 giugno 2006     |         |
| 10  | ARIA V7N34 Aika e Alice seguono di nascosto Akari sul vaporetto per scoprire come fa a conoscere tante persone e a sembrare amica di tutti, pur conoscendoli di sfuggita. |                   |         |
| 11  | Quel prezioso bagliore… 「その 大切な輝きに⋯」 - Sono taisetsuna kagayaki ni… | 16 giugno 2006    |         |
| 11  | ARIA V6N27 Akari riceve l'incarico dal fratello di Akatsuki di trasportare dei manufatti in vetro da Murano a Neo Venezia. |                   |         |
| 12  | Parte I: Inseguendo quel miraggio… 「その 逃げ水を追って⋯」 - Sono nigemizu o otte…Parte II: Quel campanellino che illumina la notte… 「その 夜光鈴の光は⋯」 - Sono yakōrin no hikari wa… | 18 giugno 2006    |         |
| 12  | ARIA V4N17, AQUA V2N8 Nella prima parte dell'episodio, Akari e il direttore Aria, in una giornata d'intenso caldo, escono per fare acquisti, ma Akari ha un miraggio. Nella seconda parte, Akari, girando per le bancarelle di campanellini con i cristalli del mare di Neo Venezia, incontra Aika e Alice, tutte intende ad acquistare ognuna il suo campanellino, al quale Akari si affeziona moltissimo. |                   |         |
| 13  | Quella regola troppo mia… 「その でっかい自分ルールを⋯」 - Sono dekkai jibun rūru o… | 25 giugno 2006    |         |
| 13  | ARIA V9N42 Alice si pone l'obiettivo di arrivare alla sede della Orange Planet passando solo nelle zone d'ombra. Ogni giorno, però, si presentano delle difficoltà che non le fanno terminare con successo la sfida. La ragazza, inoltre, non vuole accettare l'aiuto di Athena. |                   |         |
| 14  | A quel ricordo non così lontano… 「その いちばん新しい想い出に⋯」 - Sono ichiban atarashii omoide ni… | 2 luglio 2006     |         |
| 14  | ARIA V9N41 Akari nota che l'Aria Company, a differenza degli altri esercizi commerciali, non ha una propria palina. Alicia le chiede, quindi, di progettarne e realizzarne una. |                   |         |
| 15  | In mezzo a quel grande cerchio… 「その 広い輪っかの中で⋯」 - Sono hiroi wakka no naka de… | 9 luglio 2006     |         |
| 15  | ARIA V9N43 Akari si ritrova a mangiare da sola, ma in poco tempo arrivano Akira, Akatsuki, Al e Alicia. Al racconta ad Akari di quando, da piccoli, lui, Akatsuki e Woody avevano incontrato un bambino molto coraggioso: Akatsuki rimane sconvolto nell'apprendere da Alicia che si trattava di Akira, che, però, non se ne ricorda. |                   |         |
| 16  | Separarsi da quella gondola… 「その ゴンドラとの別れは⋯」 - Sono gondora to no wakare wa… | 16 luglio 2006    |         |
| 16  | ARIA V8N36, AQUA V1N2, V1N5, V2N6 Akari e Alicia portano la gondola usata da Akari alla revisione, scoprendo che va sostituita. Akari fa quindi una gita d'addio con la gondola, durante la quale ricorda la sua prima vogata, il primo cliente e il suo esame per diventare una Single. |                   |         |
| 17  | Quella lunga notte di pioggia… 「その 雨降る夜が明ければ⋯」 - Sono ame furu yoru ga akereba… | 23 luglio 2006    |         |
| 17  | ARIA V8N36, V1N2 Akari cena sulla gondola insieme ad Alicia; alla festa d'addio si uniscono anche Aika, Akira, Alice e Athena. Il giorno dopo, arriva la nuova gondola di Akari. |                   |         |
| 18  | Quella nuova immagine di me… 「その 新しい自分に⋯」 - Sono atarashii jibun ni… | 30 luglio 2006    |         |
| 18  | ARIA V7N31 Durante un barbecue, i capelli di Aika s'incendiano e la ragazza è così costretta a tagliarli. |                   |         |
| 19  | Parte I: Quella piagnucolona… 「その 泣き虫さんったら⋯」 - Sono nakimushi-san ttara…Parte II: Quel cuore di ragazzina… 「その 乙女心ってば⋯」 - Sono otomegokoro tteba… | 6 agosto 2006     |         |
| 19  | AQUA V2SP, ARIA V7N35 Episodio diviso in due parti. Nella prima, Aika prende il raffreddore ed è costretta a stare chiusa in casa, ma il terzo giorno decide di uscire perché le è venuta voglia di mangiare il budino. Nella seconda parte, Aika va da Al per mostrargli il suo nuovo taglio di capelli. |                   |         |
| 20  | L'invito di quella persona senza ombra… 「その 影のない招くものは⋯」 - Sono kage no nai maneku mono wa… | 13 agosto 2006    |         |
| 20  | ARIA V8N38 Aika racconta ad Akari che a Neo Venezia c'è il fantasma di una donna vestita a lutto, che la sera chiede ai gondolieri di portarla all'isola di San Michele, dove sorge il camposanto e dove, poco prima di essere giustiziata, aveva chiesto di essere seppellita, senza però essere esaudita: se qualcuno accetta di trasportarla fin laggiù, non tornerà mai più. |                   |         |
| 21  | Quella notte sul treno della Via Lattea… 「その 銀河鉄道の夜に⋯」 - Sono Ginga Tetsudō no yoru ni… | 20 agosto 2006    |         |
| 21  | ARIA V6N30 Akari riceve l'invito di Cait Sith per salire sul treno della Via Lattea. |                   |         |
| 22  | Parte I: In quel mondo fantastico… 「その パラレルワールドで⋯」 - Sono fushigi wōrudo de…Parte II: Oh, tu che proteggi Aqua… 「その アクアを守るものよ⋯」 - Sono Akua o mamoru mono yo… | 27 agosto 2006    |         |
| 22  | ARIA V6SN, V7SN Episodio diviso in due parti. Nella prima, il direttore Aria si ritrova in un mondo parallelo dove i sessi sono invertiti; nella seconda parte, il fratello di Akatsuki racconta ad Akari, Aria e Alicia di quando Akatsuki, da piccolo, si atteggiava a guardiano di Aqua. |                   |         |
| 23  | Quell'amore, il mare, i sentimenti… 「その 海と恋と想いと⋯」 - Sono umi to koi to omoi to… | 3 settembre 2006  |         |
| 23  | Una coppia di anziani arriva a Neo Venezia per festeggiare l'anniversario di matrimonio. Con l'aiuto delle Undine, il marito organizza per la moglie un piccolo Sposalizio del mare. |                   |         |
| 24  | A quelle Undine di domani… 「その 明日のウンディーネに⋯」 - Sono ashita no Undīne ni… | 10 settembre 2006 |         |
| 24  | ARIA V9N44 Aika nota che alcune Prima della Himeya la osservano e se ne compiace, credendo lo facciano perché riconoscono il suo miglioramento, ma poi scopre che in realtà sparlavano di Akira. |                   |         |
| 25  | Un brindisi a quella serata… 「その 出逢いの結晶は⋯」 - Sono deai no kesshou wa… | 17 settembre 2006 |         |
| 25  | ARIA V4N20 È la festa del Redentore, e Alicia, Akira e Athena incaricano Akari, Aika e Alice di allestire una gondola dove intrattenere alcuni ospiti. |                   |         |
| 26  | Da quella città così bianca e accogliente… 「その 真っ白な雪の中で⋯」 - Sono shiroi yasashii machi kara… | 24 settembre 2006 |         |
| 26  | ARIA V6N28 Akari chiede ad Alicia che tipo di adulta voleva diventare quando era bambina. |                   |         |
| OAV | Aria the OVA: Arietta 「アリア ジ オーブイエー ~アリエッタ~」 - Aria Ji Ōbuiē ~ Arietta ~ | 21 settembre 2007 |         |
| OAV | AQUA V1N1 Alicia racconta ad Akari di quando è diventata una Prima e di come non si sentisse sicura nel prendere un'allieva. |                   |         |

### Stagione 3:Aria - The Origination
| Nº  | Titolo italiano Giapponese 「Kanji」 - Rōmaji | In onda          | In onda |
| Nº  | Titolo italiano Giapponese 「Kanji」 - Rōmaji | Giapponese       |         |
| 1   | Quella brezza lieve che annuncia l'arrivo della primavera… 「その やがて訪れる春の風に⋯」 - Sono yagate otozureru haru no kaze ni… | 7 gennaio 2008   |         |
| 1   | Finito il Carnevale, Alicia e Akari ricevono da un cliente del tè e della marmellata alla ciliegia. Ne approfittano dunque per organizzare una piccola festicciola con le altre protagoniste. Il tea party diventa poi un'ottima occasione per ricordare alcuni degli episodi più interessanti avvenuti durante l'inverno. |                  |         |
| 2   | Quella cliente così sorridente… 「その 笑顔のお客さまは⋯」 - Sono egao no okyakusama wa… | 14 gennaio 2008  |         |
| 2   | Una cliente chiama Aria Company e chiede che sia Akari in persona a farle da guida in qualità di single. Akari rimane quindi sveglia fino a notte fonda per elaborare un itinerario adeguato, anche perché spaventata dalle fantasticherie di Aika e Alice, che ritengono, rispettivamente, che la cliente misteriosa voglia farsi beffe di Akari sfruttando la sua inesperienza o che sia una spia inviata per testare le sue capacità.                                                                                 |                  |         |
| 3   | Quell'amore che metti in ogni cosa… 「その こめられた想いを⋯」 - Sono komerareta omoi o… | 21 gennaio 2008  |         |
| 3   | Aika e Alice scoprono che Akari non ha mai visto l'interno del Caffè Florian e decidono di accompagnarla a vederlo. Quando stanno attraversando Piazza San Marco, le tre ragazze notano un chioschetto che vende dei recipienti di vetro a forma di sacchetto contenenti dei cioccolatini. Un bambino, però, appena comprato il suo sacchetto, lo fa cadere per terra e lo rompe. |                  |         |
| 4   | Quelle persone che sognano il domani… 「その 明日を目指すものたちは⋯」 - Sono ashita o mezasu monotachi wa… | 28 gennaio 2008  |         |
| 4   | ARIA V10N48 Akari vorrebbe essere più utile ad Alicia, che le consiglia di andare a prestare servizio al traghetto, una gondola condotta da due Single che funge da trasporto pubblico. Akari incontra, così, Anzu, Atora e Ayumi, ognuna con il proprio sogno per il futuro e le proprie insicurezze. |                  |         |
| 5   | Quel trifoglio del ricordo… 「その おもいでのクローバーは⋯」 - Sono omoide no kurōbā wa… | 5 febbraio 2008  |         |
| 5   | ARIA V11N51 Aika si accorge che sia Akari che Alice hanno dei talenti naturali, e lo stesso vale per Athena e Alicia. Soltanto lei non ha alcuna capacità particolare. Tornata a casa, durante le pulizie di casa, Aika scopre un vecchio album di fotografie contenente alcune foto di Akira da giovane. Scopre così che Akira è stata l'ultima fra le tre amiche a diventare Prima. |                  |         |
| OAV | In quell'angolino un po' segreto… 「その ちょっぴり秘密の場所に...」 - Sono choppiri himitsu no basho ni… | 25 giugno 2008   |         |
| OAV | ARIA V8N39 In una giornata di riposo, Akari e il Direttore Aria decidono di fare una passeggiata per le strade di Neo Venezia. A loro insaputa, vengono pedinati da Akatsuki, a sua volta seguito da Aika e Alice. |                  |         |
| 6   | Quella meravigliosa lezione fuori programma… 「その 課外授業に⋯」 - Sono kagai jugyō ni… | 11 febbraio 2008 |         |
| 6   | ARIA V10N50 Alice scopre che Alicia non sgrida mai Akari, neanche quando sbaglia. Quindi, incuriosita, inizia a osservarla. |                  |         |
| 7   | Grazie a quel momento di silenzio… 「その ゆるやかな時の中に⋯」 - Sono yuruyaka na toki no naka ni… | 18 febbraio 2008 |         |
| 7   | ARIA V9SN È l'anniversario della fondazione di Aria Company, così Akari, Alicia e il Direttore Aria, vanno sull'isola di Burano per andare a trovare Anna, una ex Prima di Aria Company. Alla commemorazione partecipa anche Grandma, che racconta di come è arrivata a fondare la compagnia. |                  |         |
| 8   | Quel ricordo della persona amata… 「その 大切な人の記憶に⋯」 - Sono taisetsuna hito no kioku ni… | 25 febbraio 2008 |         |
| 8   | ARIA V8N37 Alice organizza un picnic con Athena, che però arriva in ritardo a causa di un impegno di lavoro. Athena propone di andare in quel momento, ma Alice è molto dispiaciuta e non vuole parlarne, sin quando Athena scivola su una buccia di banana e, a causa della botta, perde la memoria. |                  |         |
| 9   | Avvolti da quel cielo arancione… 「その オレンジの風につつまれて⋯」 - Sono orenji no kaze ni tsutsumarete… | 3 marzo 2008     |         |
| 9   | ARIA V11N55 Alice si diploma ed è molto felice perché adesso può dedicare più tempo agli allenamenti. Il giorno dopo, va a fare un picnic con Athena, che le propone di farle da guida, mentre lei fingerà di essere una cliente. Alice mostra i progressi fatti nella navigazione e come guida turistica, arrivando alla fine alla collina della speranza, dove, di fronte ad Aika, Akari, il Direttore Aria, i dirigenti dell'Orange Planet e l'Associazione Gondolieri, viene promossa a Prima, saltando di un grado. |                  |         |
| 10  | Quella luna che regala tante emozioni… 「その お月見の夜のときめきは⋯」 - Sono otsukimi no yoru no tokimeki wa… | 10 marzo 2008    |         |
| 10  | ARIA V9N45 È arrivato l'autunno e Akari propone ad Aika e Alice di trascorrere la serata osservando la Luna. Aika invita anche Al, ma, vedendo che è in ritardo, si allontana per cercarlo. Mentre passeggiano verso Aria Company, Aika e Al finiscono intrappolati in un pozzo e, mentre attendono i soccorsi, si accorgono di non essere mai stati così vicini. |                  |         |
| 11  | Quelle giornate così insolite… 「その 変わりゆく日々に⋯」 - Sono kawariyuku hibi ni… | 17 marzo 2008    |         |
| 11  | ARIA V12N57-SN Akira sta cercando di pensare un nome d'arte adatto per Aika e, dopo essere venuta a sapere della promozione di Alice, pensa che Aika sia triste, ma scopre invece che è ancora più determinata di prima. Alice, intanto, lavora tutto il giorno ed è triste perché non riesce a vedere le sue amiche e non ha una scusa per chiamarle, ma Athena, accortasi di questo, invita Aika e Akari per farle una sorpresa.                                                                                       |                  |         |
| 12  | Quel mare blu e quel vento… 「その 蒼い海と風の中で⋯」 - Sono aoi umi to kaze no naka de… | 24 marzo 2008    |         |
| 12  | ARIA V12N58 Aika informa Akari di essere stata promossa a Prima e di essere stata nominata responsabile di una nuova sede della compagnia Himeya vicino a Santa Lucia. Akari deve quindi allenarsi da sola, ma Alicia le dice che sosterrà l'esame per diventare una Prima il giorno seguente. Nonostante il mattino dopo piova, il pomeriggio esce il Sole e così Akari affronta l'esame, incoraggiata da tutti i suoi amici, e lo supera.                                                                              |                  |         |
| 13  | Quel nuovo inizio… 「その 新しいはじまりに⋯」 - Sono atarashii hajimari ni… | 31 marzo 2008    |         |
| 13  | ARIA V12N59-N60 Con grande sorpresa e sgomento di tutti, Alicia decide di ritirarsi dall'attività e accettare un incarico da lungo tempo offertole dall'Associazione Gondolieri. Akari è triste, ma si fa forza e assiste felice alla grande cerimonia d'addio organizzata per Alicia da tutte le Undine della città. Alcuni anni dopo, Akari si prepara ad allenare la sua prima apprendista, Ai. |                  |         |

### Serie OAV:ARIA - The Avvenire
| Nº | Giapponese 「Kanji」 - Rōmaji - Traduzione letterale                                      | Prima edizione   | Prima edizione |
| Nº | Giapponese 「Kanji」 - Rōmaji - Traduzione letterale                                      | Giapponese       |                |
| 1  | 「その 逢いたかったあなたに⋯」 - Sono aitakatta anata ni… – "A te che volevo incontrare…" | 24 dicembre 2015 |                |
| 2  | 「その 暖かなさようならは⋯」 - Sono atatakana sayonara wa… – "Quel caldo arrivederci…"    | 23 marzo 2016    |                |
| 3  | 「その 遙かなる未来へ⋯」 - Sono harukanaru mirai e… – "Verso quel futuro lontano…"        | 24 giugno 2016   |                |